# Sérgio Reis (jornalista)
Sérgio Luiz Puggina Reis, ou simplesmente Sergio Reis (Porto Alegre,22 de janeiro de 1938 — 5 de dezembro de 2018), foi um professor, apresentador de TV, diretor de TV e jornalista brasileiro.

## História
Sérgio após anos de experiência na Rádio Farroupilha, onde começou aos 9 anos, como radioator mirim, em 1959 foi convidado para fazer um curso na TV Tupi Rio de Janeiro, com objetivo de se tornar diretor da TV Piratini, primeira emissora de televisão no Rio Grande do Sul. O jornalista marcou presença como diretor na primeira transmissão de TV em cores, na Festa da Uva de Caxias do Sul de 1972. Passou pela TV Piratini, TV Gaúcha, TV Difusora, TV Guaíba e Rede Vida onde conduziu a parte local do programa "Tribuna Independente", além de passar pela TV Rio
. Nos últimos anos o jornalista lecionava disciplinas de Rádio e TV na UNIVATES(Universidade do Vale do Taquari). Reis faleceu em 5 de dezembro de 2018,aos 80 anos, vítima de insuficiência renal após ficar uma semana e meia internado